# Caesiumhydrid
Caesiumhydrid ist eine anorganische chemische Verbindung des Caesiums aus der Gruppe der Hydride.

## Gewinnung und Darstellung
Caesiumhydrid kann durch Reaktion von Caesium mit Wasserstoff gewonnen werden.
{\displaystyle {\ce {2Cs + H2 -> 2CsH}}}

## Eigenschaften
Caesiumhydrid ist ein farbloser, gegen Feuchtigkeit sehr empfindlicher Feststoff. Er reagiert explosionsartig mit feuchter Luft unter Bildung von Caesiumhydroxid und Wasserstoff. Er besitzt eine Kristallstruktur vom Natriumchlorid-Typ mit der Raumgruppe Fm3m (Raumgruppen-Nr. 225)  mit der Gitterkonstante a = 6,365 Å. Bei einem Druck von 6,5 MPa geht die Phase von der NaCl-Struktur in den CsCl-Typ über mit der Konstante a = 3,820 Å.
Unter inerten Bedingungen kann das Doppelsalz Caesiumplatinidohydrid (4 Cs2Pt · CsH) der Salze Caesiumplatinid und Caesiumhydrid existieren.